# Filó (metge)
|  | No s'ha de confondre amb Filó de Tars (metge). |

Filó (en llatí Philon, en grec antic Φίλων) va ser un metge grec, que formava part de l'escola metòdica, mencionat entre altres per Galè. Hauria viscut a finals del segle i aC o potser era contemporani de Plutarc, al segle i o potser al II, ja que l'incorpora com un dels personatges a la seva obra Symposiacon. Filó era de l'opinió que la malaltia anomenada Elefantiasi va aparèixer una mica abans del seu temps, cosa que és un error.